# Uli Hoeneß
Ulrich "Uli" Hoeneß (Ulm, 5 de janeiro de 1952) é um dirigente e ex-futebolista alemão que atuava como ponta-direita. Atualmente é o presidente do Bayern de Munique.
Foi presidente do conselho de administração do Bayern entre 4 de março de 2010 e 14 de março de 2014, retornando à presidência do clube posteriormente, em novembro de 2016.

## Carreira como jogador
Uli Hoeneß iniciou a carreira no Bayern de Munique em 1970, e logo em sua primeira temporada o clube foi campeão da Bundesliga. Ficou no clube até 1978, quando foi emprestado ao Nürnberg, mas voltou ao Bayern um ano depois para encerrar a carreira. Pelos Bávaros, o atacante realizou 336 partidas, marcou 11 gols e conquistou diversos títulos: três Taça dos Clubes Campeões Europeus (atual Liga dos Campeões da UEFA), três Bundesligas, uma Copa Intercontinental (1976) e uma Copa da Alemanha.

### Seleção Nacional
Depois de ter defendido a Seleção Alemã Ocidental Sub-23, Hoeneß recebeu sua primeira convocação para a Alemanha Ocidental em 1972. Naquele ano o atacante disputou os Jogos Olímpicos de Verão e ainda conquistou a Eurocopa realizada Bélgica. Dois anos depois esteve na conquista da Copa do Mundo FIFA de 1974, em que a Alemanha derrotou na final a Holanda de Johan Cruijff. No total pela Seleção Alemã, Hoeneß atuou em 35 partidas e marcou cinco gols.

## Carreira como dirigente
Hoeneß assumiu pela primeira vez a presidência do Bayern de Munique em 2009, quando sucedeu a Franz Beckenbauer. Durante a sua presidência, o Bayern conquistou duas edições da Bundesliga, da Copa da Alemanha, e da Supercopa da Alemanha, todas nas temporadas 2009–10 e 2012–13, respectivamente. O clube chegou a ser finalista da Liga dos Campeões na temporada 2011–12, mas os Bávaros acabaram perdendo em casa para o Chelsea. No entanto, a equipe viria a ser campeã da competição na temporada seguinte, ao derrotar o Borussia Dortmund na final.
Uli Hoeneß foi destacado como inovador dentro da Bundesliga, especialmente no âmbito das televisões. Nomeado varias vezes "Executivo do Ano", faz parte do Salão da Fama dos esportistas alemães.
Em 13 de março de 2014, foi condenado a cumprir a pena de três anos e seis meses de prisão por fraude fiscal. Assim, anunciou o abandono da liderança do clube bávaro e foi substituído por Herbert Hainer, presidente da Adidas.

## Títulos
Bayern de Munique
- Copa da Alemanha: 1970–71
- Bundesliga: 1971–72, 1972–73 e 1973–74
- Taça dos Clubes Campeões Europeus: 1973–74, 1974–75 e 1975–76
- Copa Intercontinental: 1976

Seleção Alemã
- Eurocopa: 1972
- Copa do Mundo FIFA: 1974